# TJ KOVO Beluša
TJ KOVO Beluša (celým názvem: Telovýchovná jednota KOVO Beluša) je slovenský fotbalový klub, který sídlí v obci Beluša v Trenčínském kraji. Založen byl v roce 1951. Od sezóny 2016/17 působí ve třetí fotbalové lize, sk. Západ.
Své domácí zápasy odehrává na stadionu TJ KOVO Beluša s kapacitou 1 200 diváků.

## Umístění v jednotlivých sezonách
Stručný přehled
Zdroj: 
- 1964–1965: I. A trieda SsFZ – sk. A
- 2012–2013: Majstrovstvá regiónu ZsFZ
- 2013–2014: 3. liga ZsFZ
- 2014–2016: 4. liga ZsFZ – sk. Severozápad
- 2016–: 3. liga – sk. Západ

Jednotlivé ročníky
Zdroj: 
Legenda: Z – zápasy, V – výhry, R – remízy, P – porážky, VG – vstřelené góly, OG – obdržené góly, +/− – rozdíl skóre, B – body, červené podbarvení – sestup, zelené podbarvení – postup, fialové podbarvení – reorganizace, změna skupiny či soutěže
| Československo (1964–1993) |                                |        |    |    |    |    |    |    |     |    |        |
| Sezóny                     | Liga                           | Úroveň | Z  | V  | R  | P  | VG | OG | +/− | B  | Pozice |
| 1964/65                    | I. A trieda SsFZ – sk. A       | 4      | 26 | 11 | 3  | 12 | 54 | 61 | −7  | 25 | 8.     |
| …                          |                                |        |    |    |    |    |    |    |     |    |        |
| Slovensko (1993–)          |                                |        |    |    |    |    |    |    |     |    |        |
| Sezóny                     | Liga                           | Úroveň | Z  | V  | R  | P  | VG | OG | +/− | B  | Pozice |
| …                          |                                |        |    |    |    |    |    |    |     |    |        |
| 2012/13                    | Majstrovstvá regiónu ZsFZ      | 4      | 28 | 9  | 10 | 9  | 31 | 36 | −5  | 37 | 8.     |
| 2013/14                    | 3. liga ZsFZ                   | 4      | 30 | 11 | 3  | 16 | 44 | 53 | −9  | 36 | 10.    |
| 2014/15                    | 4. liga ZsFZ – sk. Severozápad | 4      | 30 | 15 | 4  | 11 | 48 | 39 | +9  | 49 | 4.     |
| 2015/16                    | 4. liga ZsFZ – sk. Severozápad | 4      | 30 | 21 | 5  | 4  | 67 | 34 | +33 | 68 | 2.     |
| 2016/17                    | 3. liga – sk. Západ            | 3      | 36 | 15 | 8  | 13 | 47 | 52 | −5  | 53 | 7.     |
| 2017/18                    | 3. liga – sk. Západ            | 3      | 34 |    |    |    |    |    |     |    |        |